# キントー
キントーは滋賀県彦根市小泉町に本社を置く、生活用品・家具などの輸入・販売の会社。

## 会社概要
室内装飾品の輸入販売を主力にしているが、スーパーマーケット・百貨店向けのOEM商品の企画・供給にも注力している。中国に現地生産拠点を持ちオリジナル商品の開発も手がけている。

## 事業内容
- テーブルウェア
- チンシャン事業
- 各種ホビー事業
- インテリア
- 各種食品販売
- マーケティング事業
- プランニング事業

## 国内・海外拠点
- プランニング＆マーケティング　オフィス　東京都渋谷区恵比寿西1-7-7 ESBビル9階
- プロダクトセンター　長崎県東彼杵郡波佐見町湯無田郷880
- ロジスティクスセンター　滋賀県彦根市小泉町78-20
- チンシャン創作室　中華人民共和国江蘇省宜興市
- ジャストクリスタル　中華人民共和国江蘇省秦州市

## 関連会社
- フェバリット